# Hagasjön (Bollebygds socken, Västergötland)
Hagasjön är en sjö i Bollebygds kommun i Västergötland och ingår i Göta älvs huvudavrinningsområde. Sjön är 10,5 meter djup, har en yta på 0,0725 kvadratkilometer och är belägen 176,6 meter över havet.

## Delavrinningsområde
Hagasjön ingår i det delavrinningsområde (640637-130498) som SMHI kallar för Utloppet av Östra Nedsjön. Medelhöjden är 158 meter över havet och ytan är 40,37 kvadratkilometer. Det finns inga avrinningsområden uppströms utan avrinningsområdet är högsta punkten. Gullbergsån (Mölndalsån) som avvattnar avrinningsområdet har biflödesordning 3, vilket innebär att vattnet flödar genom totalt 3 vattendrag innan det når havet efter 49 kilometer. Avrinningsområdet består mestadels av skog (70 procent). Avrinningsområdet har 7,97 kvadratkilometer vattenytor vilket ger det en sjöprocent på 19,7 procent.